# It's the Most Wonderful Time of the Year
It's the Most Wonderful Time of the Year, conosciuta anche come The Most Wonderful Time of the Year, è una canzone natalizia scritta da Edward Pola e George Wyle ed incisa originariamente nel 1962 da Andy Williams, che la incluse nel suo album The Andy Williams Christmas Album dell'anno seguente. Il singolo uscì su etichetta Columbia Records. e fu ripubblicato nel 1968.
In seguito, il brano è diventato uno "standard" natalizio ed è stato inciso e/o eseguito da numerosi altri interpreti.

## Testo
Il brano descrive scene tipiche del periodo natalizio, che viene definito "il più bel periodo dell'anno".

## La versione originale di Andy Williams

### Tracce[10][11]
1. It's the Most Wonderful Time of the Year 2:50
2. The Christmas Song (Chestnuts Roasting On An Open Fire) 2:37

## Cover
Tra i cantanti e/o gruppi che hanno inciso o eseguito pubblicamente una versione del brano, figurano, tra gli altri (in ordine alfabetico):
- Thomas Anders (2012)
- Paul Anka (2011)
- Brent Barrett (2009)
- Linda Bianchi (2009)
- Garth Brooks
- Celtic Thunder
- Harry Connick Jr.
- José Carreras, Plácido Domingo & Diana Ross (in Christmas in Vienna, 1993)
- Dirk Etienne
- Lisa Yvonne Ferraro (2004)
- Kathy Lee Gifford (1993)
- Cast di Glee (2010)
- Amy Grant
- Amy Jill e Bradley Williams (2009)
- Dino Kartsonakis
- Christopher Kincaid (2012)
- Birthe Kjær (2007)
- Johnny Mathis
- Timo T.A. Mikkonen (1989; versione in finlandese Vuoden vaan saan joulua odottaa[15])
- Jane Norman (2008)
- Jane Olivor (2001)
- Only Men Aloud (2010)
- Emile Pandolfi (1993)
- Vanessa Peters
- Piccolo Coro dell'Antoniano (nell'album Natale nel mondo del 1993)
- Brenda Kaye Pierce (2009)
- Point of Grace (2005)
- The Polyphonic Spree (nell'album HolidayDream: Sounds of the Holidays Vol. One del 2012[16])
- Laura Pursell (2001)
- Lea Michele (2019)
- Roy Rogers e Dale Evans (1967)
- Bob Sirois (2008)
- Lee Towers (1985)
- Il Volo (2011)
- Scott Weiland (2011)

## Il brano nel cinema e nelle fiction
- Il brano, nella versione originale di Andy Williams, è stato incluso nel film del 2005, diretto da Andrew Niccol e con protagonista Nicolas Cage, Lord of War[17]
- Il brano è stato eseguito in un episodio del 2010 della serie televisiva Glee[9]
- Il brano, sempre cantato da Williams, è stato usato nel trailer della miniserie televisiva Hawkeye del 2021 per poi essere incluso nei titoli di coda del primo episodio.

## Classifiche
| Classifica (2018-22) | Posizione massima |
| -------------------- | ----------------- |
| Australia            | 8                 |
| Canada               | 7                 |
| Germania             | 22                |
| Italia               | 28                |
| Nuova Zelanda        | 13                |
| Regno Unito          | 9                 |
| Stati Uniti          | 5                 |
| Sudafrica            | 60                |
| Svizzera             | 11                |